# قاي فليتشير (كاتب أغاني)
قاي فليتشير (بالإنجليزية: Guy Fletcher)‏ هو منتج أسطوانات ومغني وكاتب أغاني بريطاني، ولد في 1944 في سانت ألبانز في المملكة المتحدة.

## وصلات خارجية
- الموقع الرسمي
- قاي فليتشير على موقع ميوزك برينز (الإنجليزية)
- قاي فليتشير على موقع ديسكوغز (الإنجليزية)